# Armin Šehić
Armin Šehić, także Ermin Šehić (ur. 11 maja 1994) – bośniacki niepełnosprawny siatkarz, medalista paraolimpijski.
Na Letnich Igrzyskach Paraolimpijskich 2016 był członkiem drużyny, która zdobyła srebrny medal paraolimpijski. Wśród innych osiągnięć ma w dorobku m.in. brązowy medal mistrzostw Europy 2017. Do 2019 roku zagrał w 24 meczach reprezentacji Bośni i Hercegowiny.
W 2017 roku został wyróżniony tytułem wybitnego sportowca klasy międzynarodowej przez ministerstwo spraw cywilnych.